# Christmas Paradise
『Christmas Paradise』(クリスマス・パラダイス)はBoAの配信限定シングル

## 解説
韓国限定のシングルとしては、2013年発売の『Action』以来、約2年5ヶ月振りとなる。
本作は、MelOn、NAVER MUSIC、genie等の各音楽配信サイトにて公開がなされ、内容としてはクリスマス・ソングとして仕上げられており、クリスマス特有のロマンチックかつ暖かみのある雰囲気が盛り込まれた楽曲であり、恋人と共に過ごす暖かなクリスマスの時間を味わう姿を歌詞にしているのだと言う。

## 収録曲
1. Christmas Paradise
作詞・作曲：BoA